# Comercio en la Antigua Roma

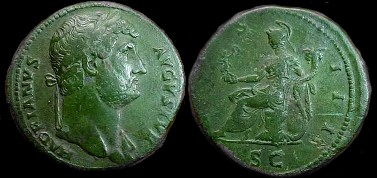
Comercio Romano

El comercio romano fue el motor que condujo a la economía de finales de la República y principios del Imperio. Modas y tendencias de la historiografía y cultura popular han tendido a no ocuparse de la base económica del imperio en favor de lingua franca que fue el latín y las hazañas de las legiones. Tanto la lengua como las legiones fueron apoyadas por el comercio, siendo al mismo tiempo parte de su espina dorsal. Los romanos eran hombres de negocios y la longevidad de su imperio se debió a su comercio.
Aunque en teoría los miembros del Senado y sus familias tenían prohibido dedicarse al comercio, los miembros de la orden ecuestre sí lo ejercieron, a pesar de sus aristocráticos valores que hacían énfasis en pasatiempos militares y actividades recreativos. Los plebeyos y libres tenían tiendas o atendían puestos en los mercados mientras grandes cantidades de esclavos hacían casi todo el trabajo duro. Los propios esclavos eran además objeto de transacciones comerciales, y dada su alta proporción en la sociedad (comparada con la Grecia Antigua) y la realidad de las fugas, las guerras serviles y las sublevaciones menores, dieron un toque distintivo al comercio romano.
La intrincada, compleja y extensa contabilidad del comercio romano fue efectuada con la ayuda de tableros contables y ábacos romanos, que usaban números romanos, estaban especialmente ideados para las cuentas en monedas y unidades romanas.

## Negotiatores,mercatoresy vendedores ambulantes

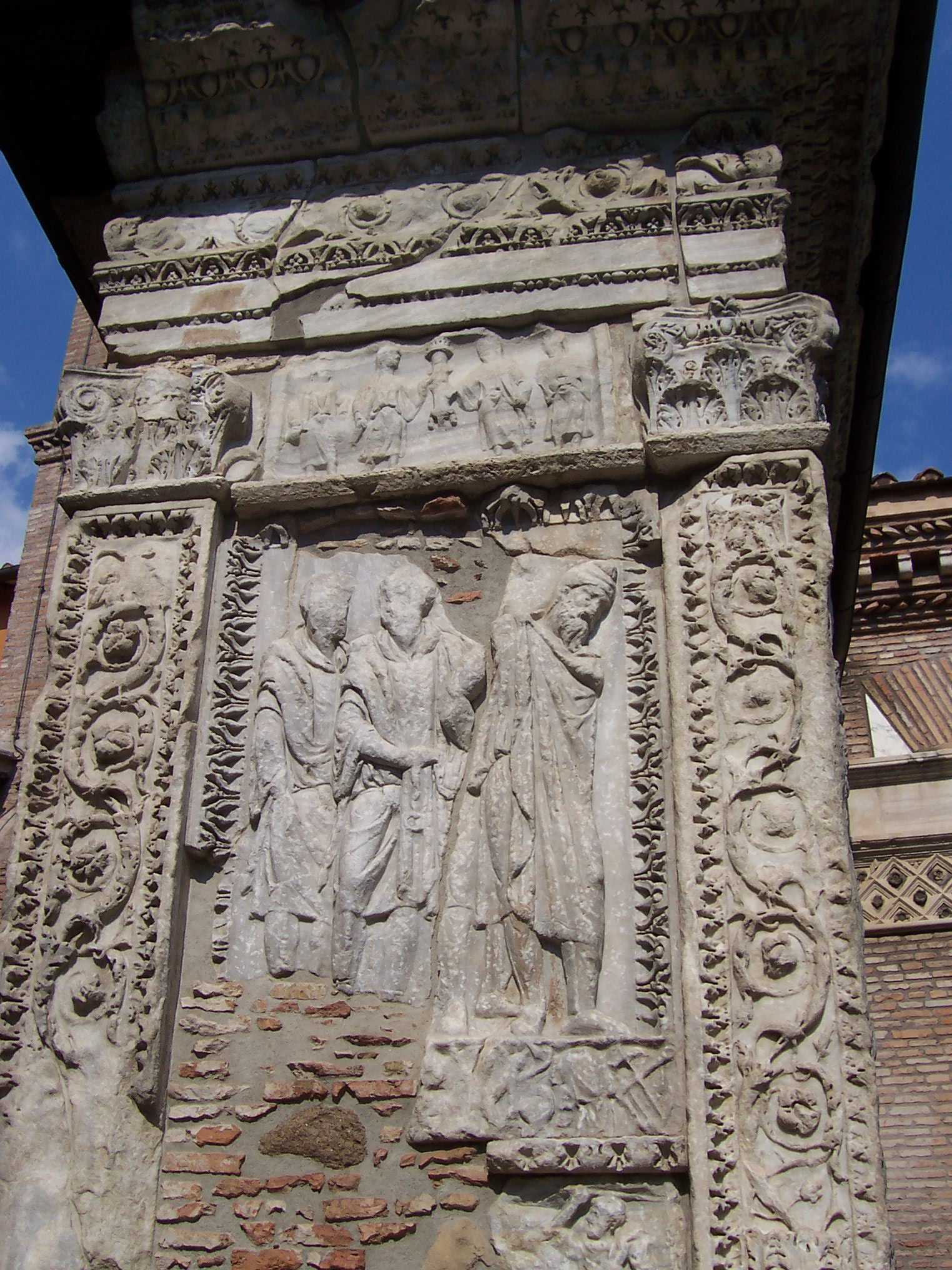
Arcus Argentariorum en Roma, una oferta privada de los argentarii y los negotiantes del Forum Boarium.

Los negotiatores eran, en parte, banqueros porque prestaban dinero a interés. También compraban y vendían productos básicos a granel o comerciaban bienes en cantidades al por mayor. Los argentarii actuaban como agentes en subastas públicas o privadas, mantenían depósitos de dinero para particulares, cambiaban cheques (prescriptiones) y servían como cambistas. En algunos casos, los argentarii se consideran un subconjunto de los negotiatores y, en otros casos, como un grupo aparte. Los argentarii, a veces, hacían el mismo tipo de trabajo que los mensarii, que eran banqueros públicos designados por el Estado. Llevaban estrictos libros, llamados tabulae, que los tribunales trataban como prueba legal.
Los mercatores solían ser plebeyos o libertos. Estaban presentes en todos los mercados al aire libre o tiendas cubiertas, atendiendo puestos o pregonando mercancías al borde de las carreteras. También estaban presentes cerca de los campamentos militares romanos durante las campañas. Vendían comida y ropa a los soldados y pagaban en efectivo con el botín proveniente de sus actividades militares.
Existe alguna información sobre la economía de la Palestina romana de fuentes judías de alrededor del siglo III. Los vendedores ambulantes (rochel) llevaban especias y perfumes a la población rural, lo que sugiere que los beneficios económicos del Imperio alcanzaron, al menos, los niveles superiores del campesinado.

## Infraestructura comercial

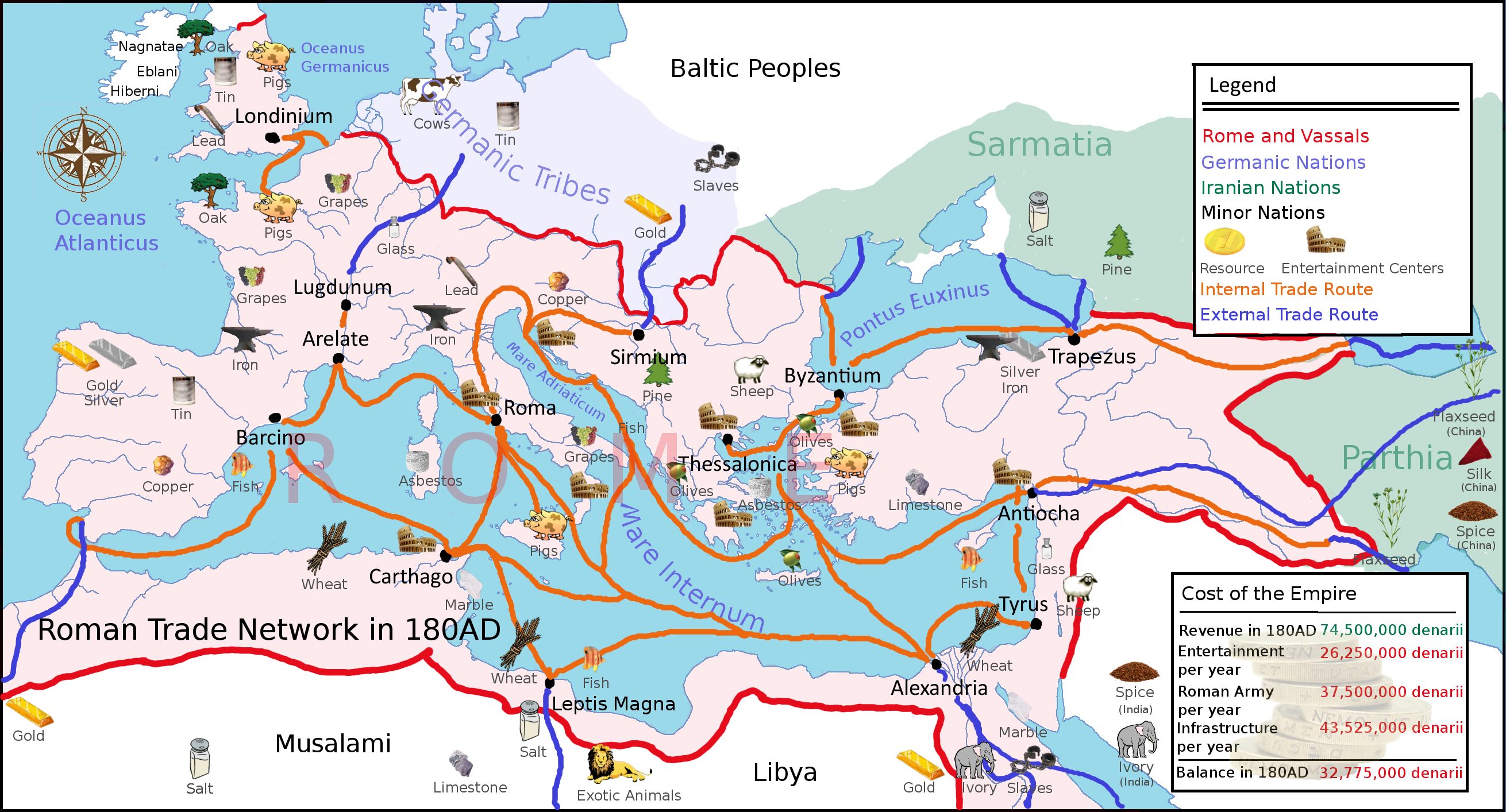
Principales rutas comerciales romanas, internas y externas en c. 180.

El Forum cuppedinis de la antigua Roma era un mercado que ofreció a mercancías generales mientras que al menos cuatro otros grandes mercados se especializaban en mercancías particulares como el ganado, el vino, el pescado y las verduras, y el Foro Romano atraía el grueso del tráfico. Todas las nuevas ciudades, como Timgad, fueron ordenadas según un plano ortogonal que facilitaba el transporte y el comercio. Las ciudades fueron conectadas entre sí por buenas calzadas. Los ríos navegables fueron utilizados extensivamente y algunos canales fueron cavados pero ni unos ni otros dejaron restos arqueológicos tan claros como los caminos y por tanto suelen ser subestimados. Un mecanismo importante para la expansión del comercio era la paz. Todos los asentamientos, especialmente los más pequeños, podían localizarse en lugares económicamente racionales. Antes y después del Imperio, las posiciones defensivas en cimas de montes fueron preferidas para los asentamientos pequeños, pues la piratería hizo el establecimiento costero particularmente peligroso para todos, salvo las ciudades más grandes del imperio.
Para el siglo I, las provincias del Imperio Romano negociaban los enormes volúmenes de mercancías entre ellas por rutas marítimas. Había una mayor tendencia hacia la especialización, particularmente en la fabricación, la agricultura y la explotación minera, especializándose algunas provincias en producir ciertos tipos de mercancías, tales como grano en Egipto y África del Norte y vino y aceite de oliva en Italia, Hispania y Grecia.
Nuestro conocimiento de la economía romana es extremadamente desigual. El grueso de la mercancía negociada, al ser agrícola, no dejó ningún resto arqueológico directo. El comercio de vino, aceite de oliva y garum, una salsa de pescado fermentado, dejó excepcionales cantidades de ánforas. Pero no podemos hacer una sola referencia al comercio entre Siria a Roma del dulce o mermelada de membrillo.

### Rutas terrestres
Incluso antes de la república, la monarquía romana estuvo involucrada en comercio regular a través del río Tíber. Antes de que las guerras púnicas cambiasen totalmente la naturaleza del comercio en el mediterráneo, la República Romana mantenía importantes intercambios comerciales con Cartago, entrando en varios acuerdos comerciales y políticos además del mero mercadeo al por menor. El Imperio Romano negoció con China mediante la Ruta de la Seda.

### Rutas marítimas

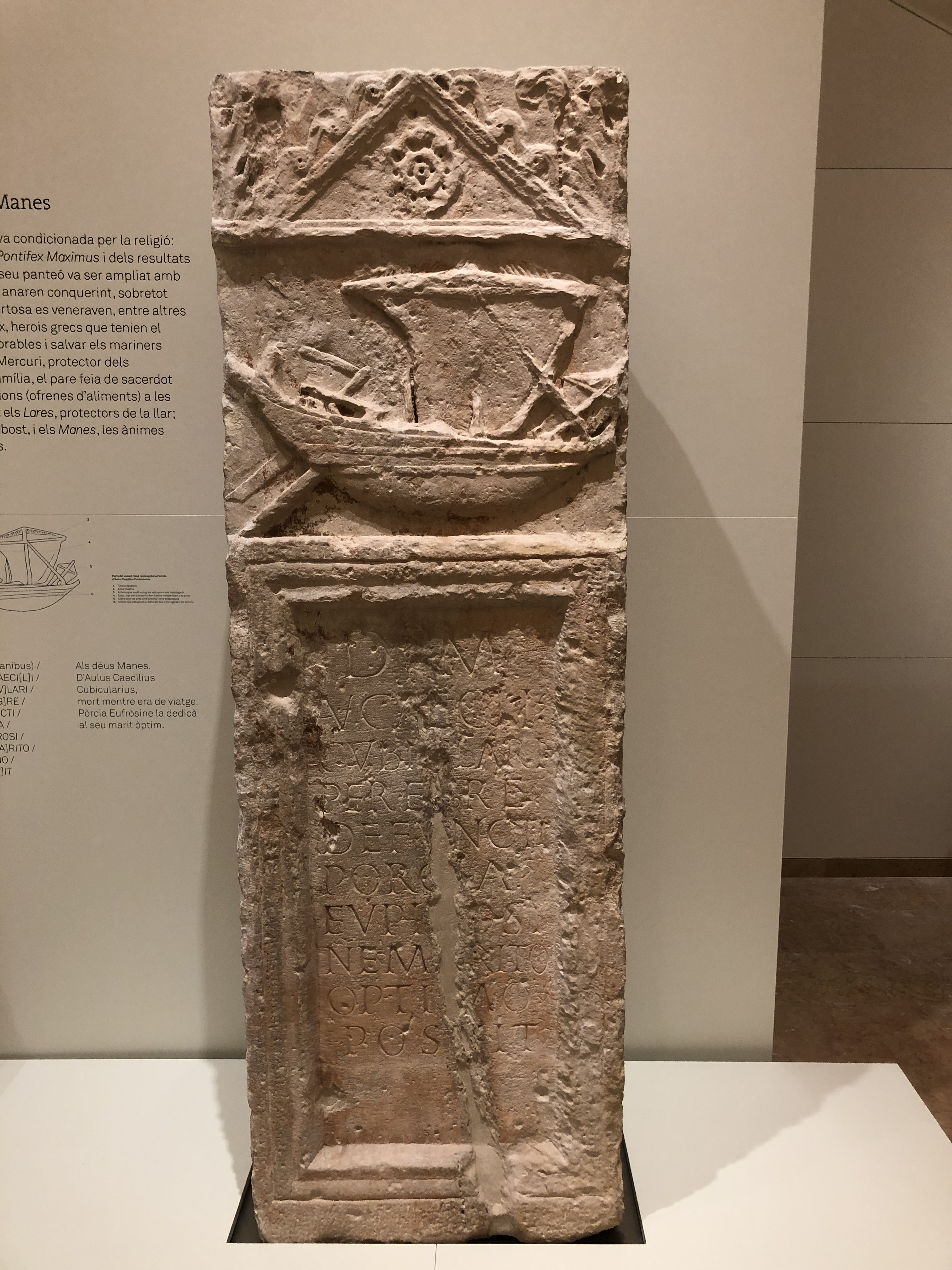
Inscripción funeraria romana del Museo de Tortosa (Cataluña, España) en la que aparece representado un navío de carga romano de principios del.

La arqueología submarina y los antiguos manuscritos de la antigüedad clásica muestran evidencias de extensas flotas comerciales romanas. Los restos más importantes de este comercio es la infraestructura como puertos, rompeolas, almacenes y faros conservados en Civitavecchia, Ostia, Portus, Leptis Magna, Caesarea Palaestina y otros enclaves portuarios. En la propia Roma el monte Testaccio es un tributo a la magnitud de este comercio en el Mare nostrum. Como con la mayoría de la tecnología romana, los buques marítimos romanos no mostraron mejora importante alguna sobre las naves griegas de los siglos anteriores, aunque el recubrimiento de plomo de los cascos como protección parece haber sido más frecuente. Los romanos usaron barcos de vela de casco redondo. La continua protección «policíaca» del Mediterráneo durante varios siglos fue uno de los factores principales del éxito del comercio romano, dado que las calzadas romanas fueron construidas más para los pies o los cascos de los caballos que para las ruedas, y no podían soportar el transporte comercial de bienes a largas distancias. Las naves romanas usadas habrían sido presa fácil para los piratas de no ser por las flotas de galeras liburnas y trirremes de la armada romana.
Las materias primas, como el grano y los materiales de construcción se negociaban solamente por las rutas marítimas, puesto que el coste del transporte por mar era 60 veces menos que por tierra. Los alimentos y productos básicos como cereales para hacer pan y los rollos de papiro para la fabricación de libros fueron importados del Egipto ptolemaico a Italia de forma continua.

### Patrones de pesos y medidas
Un ánfora estándar, el amphora capitolina, se guardaba en el Templo de Júpiter Óptimo Máximo en el monte Capitolino de Roma, de modo que sirviese de patrón. El sistema romano de medidas fue elaborado a partir del griego con influencias egipcias. Mucho de él se basaba en el peso. Las unidades romanas eran precisas y estaban bien documentadas. Las distancias eran medidas y grabadas sistemáticamente en piedra por agentes gubernamentales.
Una moneda abundante, bastante estandarizada y estable, al menos hasta cerca de 200 d. C., hizo mucho por facilitar el comercio, mientras que Egipto tuvo su propia moneda en este período y algunas ciudades provinciales también emitieron sus propias moneda.

## Contactos con China y la India
El Extremo Oriente, al igual que el África subsahariana, eran tierras misteriosas para los romanos. Alejandro Magno había llegado a conquistar hasta la India y se decía que el dios romano Baco también había viajado hasta allí.

### China
El Hou Hanshu (libro de la historia china de la última dinastía Han) relata la primera de varias embajadas romanas a China enviadas por un emperador romano, probablemente Marco Aurelio a juzgar por la fecha de la llegada en 166 (Antonino Pío es otra posibilidad, pero murió en 161; la confusión surge porque Marco Aurelio tomó los nombres de su predecesor como nombres adicionales en señal de respeto y por tanto se le llama en la historia china An Tun, es decir Antoninus). La misión llegó desde el sur, y por lo tanto probablemente por mar, entrando en China por la frontera de Jinan o Tonkín, trayendo como presentes de cuernos de rinoceronte, marfil y caparazones de tortugas que probablemente había adquirido en el Asia meridional.
La misión llegó a la capital china de Luoyang en 166 y fue recibida por el Emperador Huan de la dinastía Han. Casi al mismo tiempo, y posiblemente mediante esta embajada, los chinos adquirieron un tratado de astronomía de Daqin (Roma).
Sin embargo, en ausencia de cualquier registro de esta embajada en el lado romano del camino de la seda, puede ser que los «embajadores» fueran en realidad comerciantes libres que actuaban independientemente de Aurelio.
A partir del siglo III tenemos un texto chino, el Weilue, describiendo los productos del Imperio romano y las rutas por las que se comerciaba.

### La India
Hubo un indio en el séquito de César Augusto, y él mismo recibió embajadas de la India, una con la que se encontró en España en 25 a. C. y otra en Samos en 20 a. C.
El comercio por el océano Índico floreció en los siglos I y II d. C. Los marineros hicieron uso de los monzones para cruzar el océano desde los puertos de Berenice, Leulos Limen y Myos Hormos en la costa del mar Rojo en el Egipto romano hasta los puertos de Muziris y Nelkynda en la costa Malabar.
Los principales socios comerciales en el sur de la India eran las dinastías tamiles de pandias, cholas y cheras. Muchos artefactos romanos se han encontrado en la India, por ejemplo en el yacimiento arqueológico de Arikamedu cerca de la actual Pondicherry. Pueden encontrarse meticulosas descripciones de los puertos y de los artículos comerciales en torno al océano Índico en el Periplo por la Mar Eritrea.
Pomponio Mela, copiado por Plinio el Viejo, escribió eso Quinto Cecilio Metelo Céler, procónsul de la Galia en el 59 a. C., recibió a «varios indios» (indi) como regalo de un rey germánico. Los indios llegaron a las costas de Germania empujados por una tormenta (in tempestatem ex Indicis aequoribus):

Metelo Celer recuerda lo siguiente: cuando era procónsul de la Galia, recibió del rey de los suevos varias personas de la India; tras preguntar por qué estaban en esta tierra, supo que una tormenta los había traído desde la India, que se habían convertido en náufragos y finalmente llegaron a las costas de Germania. Había resistido al mar, pero sufrieron el frío durante el resto de su viaje, y esa es la razón por la que se abandonaron el barco.

No está claro si estos náufragos eran personas de la India o de Asia del este, dado que durante la época romana, «indio» designaba a todos los asiáticos, indios y más allá. Pomponio está usando a estos indi como evidencia del paso nororiental y del estrecho al norte del mar Caspio (que en la antigüedad se solía creer que estaba abierto al océano por el norte). Edward Herbert Bunbury sugiere que fueran de origen finlandés. Hay también algunas especulaciones sobre que pudieran haber sido indios americanos náufragos a través del Atlántico.
Puede sospecharse cierta confusión en este pasaje dado que Metelo Celer murió antes de tomar posesión del proconsulado, dejándolo así libre para Julio César.

## Comercio y religión
Mercurio, que originalmente sólo era el dios de los mercaderes y del comercio de grano, terminaría finalmente siendo el dios de todos los que desempeñaban actividades comerciales. En la Mercuralia del 14 de mayo, un comerciante romano hacía los rituales adecuados de devoción a Mercurio y suplicaría al dios para que alejase de sí mismo y de sus pertenencias, la culpa procedente de todos los engaños que hacía a sus clientes y proveedores.